# Језеро Бодом
Језеро Бодом је језеро у граду Еспо, у близини Хелсинкија, у јужној Финској.
Језеро је познато по убиствима, која су овде одиграла у 1960, по којима је назван дет метал бенд Чилдрен оф Бодом.